# I Love U
«I Love» U es el primer sencillo oficial de Tila Tequila. El sencillo fue lanzado en iTunes el 27 de febrero del 2007. El video fue incluido gratis con la compra de the 99 cent solo hasta el 13 de marzo del 2007. Tres clips de vídeo han sido revelados, dos que están disponibles para ver en Tila Tequila's Valentine's Day e-card y uno que está en su MySpace oficial. En su primera semana de lanzamiento, el sencillo vendió 14 000 copias, pero no para trazar en el Billboard Hot 100.
Una versión modificada de la canción fue incluida como tema de Tequila es bisexual tema que data show A Shot at Love con Tila Tequila.

## Video musical
El video musical de "I Love U" fue tomado en Ámsterdam como se ha dicho lo de Tila Tequila en su página de MySpace oficial. Tila también afirmó en su blog de MySpace que la canción "no es una canción de amor".

## Lista de canciones
Versión Explícita iTunes
- «1.I Love U»
- 1.«I Love U» (Video)

Clean Versión de iTunes
- 1.«I Love U» (Clean)
- 2.«I Love U» (Video) (Clean)

Explícita Don Diabolo Remix (EP)
- 1.«I Love U»
- 2.«I Love U» (Don Diabolo Remix)
- 3.«I Love U» (Don Diabolo's out in the Country Remix)

- Datos: Q21161317